# 柴田慎吾
柴田 慎吾（しばた しんご、1985年7月13日 - ）は、東京都青梅市出身の元サッカー選手、サッカー指導者。ポジションはDF。

## 来歴
小学校1年生の頃から東京・青梅新町FCでサッカーを始め、FWとしてプレー。中学生になり、柏レイソル青梅に入団してからDFに転向。中学校卒業後は羽村高校に進学し、高校2年終了時から柏レイソルU-18に所属。しかし、トップ昇格は果たせず、浜松大学に進学した。浜松大学サッカー部では当時の監督長谷川健太の指導の元、1年生からレギュラーとなり、桑原隆が監督に就任した2年生からは2年連続で東海・北信越選抜に選ばれた。また、天皇杯出場や2004年から2年連続での総理大臣杯ベスト8進出にも貢献。2007年には東海大学サッカーリーグベストイレブンに選ばれた。これらの実績が認められて2008年にコンサドーレ札幌への新加入が決定した。
2009年11月28日コンサドーレ札幌から戦力外通告を受けた。2010年シーズンからザスパ草津に加入。シーズン終了後に選手引退。
選手引退後の2011年からコンサドーレ札幌ジュニアサッカースクールコーチに就任し、以後北海道コンサドーレ札幌のアカデミーで指導者としてのキャリアを積み重ねた。
2023年3月9日、JFA Proライセンスを取得。
2025年8月11日、岩政大樹の解任に伴い、北海道コンサドーレ札幌トップチーム監督に就任した。

## エピソード
- 浜松大学卒業後にJリーグ入りした初の選手である[3]。なお、浜松大学を中退してJリーグ入りした選手として石舘靖樹がいる。
- 目標とする選手は中澤佑二。
- ウイニングイレブンの腕前に自信を持っており、主にチェルシーを使う[4]。
- 中学時代の愛称・渾名は「ごんし」。
- EXITのりんたろー。とは大学サッカー部の同期。『EXITのアヤシイTV』のロケがコンサドーレユースを訪れた際にも出演した。

## 所属クラブ
ユース経歴
- 青梅新町FC
- 柏レイソル青梅
- 東京都立羽村高等学校
- 柏レイソルU-18
- 浜松大学

プロ経歴
- 2008年 - 2009年 コンサドーレ札幌
- 2010年 ザスパ草津

## 個人成績
| 国内大会個人成績 | 国内大会個人成績 | 国内大会個人成績 | 国内大会個人成績 | 国内大会個人成績 | 国内大会個人成績 | 国内大会個人成績 | 国内大会個人成績 | 国内大会個人成績 | 国内大会個人成績 | 国内大会個人成績 | 国内大会個人成績 |
| 年度             | クラブ           | 背番号           | リーグ           | リーグ戦         | リーグ戦         | リーグ杯         | リーグ杯         | オープン杯       | オープン杯       | 期間通算         | 期間通算         |
| 年度             | クラブ           | 背番号           | リーグ           | 出場             | 得点             | 出場             | 得点             | 出場             | 得点             | 出場             | 得点             |
| 日本             | 日本             | 日本             | 日本             | リーグ戦         | リーグ戦         | リーグ杯         | リーグ杯         | 天皇杯           | 天皇杯           | 期間通算         | 期間通算         |
| ---------------- | ---------------- | ---------------- | ---------------- | ---------------- | ---------------- | ---------------- | ---------------- | ---------------- | ---------------- | ---------------- | ---------------- |
| 2008             | 札幌             | 32               | J1               | 14               | 3                | 4                | 0                | 1                | 0                | 19               | 3                |
| 2009             | 札幌             | 3                | J2               | 2                | 0                | -                | -                | 1                | 0                | 3                | 0                |
| 2010             | 草津             | 20               | J2               | 2                | 0                | -                | -                | 0                | 0                | 2                | 0                |
| 通算             | 日本             | 日本             | J1               | 14               | 3                | 4                | 0                | 1                | 0                | 19               | 3                |
| 通算             | 日本             | 日本             | J2               | 4                | 0                | -                | -                | 1                | 0                | 5                | 0                |
| 総通算           | 総通算           | 総通算           | 総通算           | 18               | 3                | 4                | 0                | 2                | 0                | 24               | 3                |

- プロ初出場 2008年3月23日 ナビスコカップ予選Cグループ第2節 対川崎フロンターレ (室蘭市入江運動公園陸上競技場)
- プロ初得点 2008年4月12日 J1第6節 対ジュビロ磐田 (札幌ドーム)

## 指導歴
- 2011年 - コンサドーレ札幌
  - 2011年 ジュニアサッカースクールコーチ
  - 2012年 - 2015年 旭川U-15コーチ
  - 2016年 - 2017年 旭川U-15監督
  - 2018年 - 2019年 札幌U-15コーチ
  - 2020年 - 2021年 U-16コーチ
  - 2022年 U-15、U-14担当
  - 2023年 U-15監督
  - 2024年 U-18コーチ
  - 2025年1月 - 2025年8月 U-18監督
  - 2025年8月 - トップチーム監督